# المثاني (قرية)
قرية المثاني هي إحدى القرى التابعة لمركز النجيلة في محافظة مطروح في جمهورية مصر العربية. حسب إحصاءات سنة 2018، بلغ إجمالي السكان في المثاني 8,310 نسمة، منهم 4,338 رجل و 3,972 امرأة.